# Lasiocampoidea
Коконопрядообразные (лат. Lasiocampoidea) — надсемейство бабочек из подотряда Хоботковые.
В его состав входят 2 семейства — широко распространённое на всех континентах семейство Коконопряды и Anthelidae (эндемики Австралии и Новой Зеландии).
Включает в себя более 1600 видов, разделённых в 158 родов.